# ヨハン・ゴットリープ・ナウマン
ヨハン・ゴットリープ・ナウマン（Johann Gottlieb Naumann 1741年4月17日 - 1801年10月23日）は、ドイツの作曲家、指揮者、カペルマイスター。

## 生涯
ナウマンはブラゼヴィッツに生まれた。同市の学校でピアノやオルガンの指導を受け、音楽を学んでいった。その後、ドレスデンのKreuzschule（聖十字学校）において、またドレスデン聖十字架合唱団の団員として研鑽を積んだ。ドレスデンではヨハン・ゼバスティアン・バッハ門下でKreuzschuleのオルガニスト、カントルを務めたゴットフリート・アウグスト・ホミリウスに師事する。1757年5月にスウェーデンのヴァイオリニストであるアンデルス・ヴェストレームとともにイタリアに赴いた。ジュゼッペ・タルティーニは1762年にナウマンと出会っており、ナウマンの作品に関心を示している。ナウマンはその後同年のうちにヴェネツィアにおいて『Il tesoro insidiato』によってオペラ作曲家としてデビューを飾った。1764年に『Li creduti spiriti』で成功を収めると、ヨハン・アドルフ・ハッセの推挙によりドレスデンの宮廷で次席教会作曲家として雇用された。
ドレスデン・アーメンという名前で知られるようになった和音進行は、ナウマンがドレスデンの宮廷教会のために作曲したものであった。これはカトリック、ルター派を問わず多くのザクセン州の教会へと広まり大衆性を獲得した。フェリックス・メンデルスゾーンが交響曲第5番で、リヒャルト・ワーグナーが『パルジファル』で使用するなど、後世の作曲家もこの進行を自作に取り入れている。
1777年にスウェーデン大使のレーヴェンイェルム（Löwenhjelm）伯爵との交渉の結果、ナウマンはストックホルムの宮廷楽団を再建し、国王グスタフ3世によるオペラの構想を補佐する役割に任用された。彼のスウェーデンでの働きは、1782年のストックホルムの新オペラハウスこけら落とし公演における自作オペラ『Cora och Alonzo』の上演、そして国王の着想を基にスウェーデン王立歌劇場のために書かれた『Gustaf Wasa』の1786年の上演となって結実する。1785年から1786年にかけてしばらくコペンハーゲンで客員作曲家として過ごした後、ドレスデンへと戻って上級楽長に就任した。1792年にデンマークの中将の娘であったカタリーナ・フォン・グロットシリングと結婚している。彼らの孫にあたるエルンスト・ナウマン（1832年-1910年）も作曲家となった。
また、ナウマンはフリーメイソンの儀式に用いられる楽曲も遺している。
ナウマンはドレスデンで60年の生涯を閉じた。

## 主要作品

### オペラ
- Il tesoro insidiato （1762年）
- Li creduti spiriti （1764年 他の2人の作曲家との合作）
- L’Achille in Sciro （1767年）
- Alesandro nelle Indie （1768年）
- La clemenza di Tito （1769年）
- Il villano geloso （1770年）
- L’isola disabitata （1773年）
- La villanella inconstante （Le nozze disturbateとも 1774年）
- Ipermestra （1774年）
- L’ipocondriaco （1776年）
- Amphion （オペラ＝バレエ 1778年）
- Armida （1773年 ドイツ語ではArmideとして1780年初演）
- Elisa （1781年）
- Osiride （1781年）
- Cora och Alonzo （1782年）
- Tutto per amore （1785年）
- Gustaf Wasa （1786年）
- Orpheus og Eurydike （デンマーク語版 1786年、ドイツ語版 1787年）
- La reggia d’Imeneo （1787年）
- Medea （1788年）
- Protesilao （1789年）
- La dama soldato （1791年）
- Amore giustificato （1792年）
- Aci e Galatea （1801年）

### 宗教作品
- 荘厳ミサ 変イ長調 （1804年）
- 20曲の小規模ミサ曲
- 12曲のオラトリオ、下記は代表的作品
  - La passione di Gesù Cristo （1767年）
  - La morte d’Abel （1790年）
  - I pellegrini al sepolcro （1798年）
  - Betulia liberata （1805年）
- 詩篇第69篇、第103篇、第149篇
- オルガンのための2つの行進曲、ほかフリーメイソンのための音楽

### 器楽曲
- 12曲の交響曲 （1766年–1777年）
- ハープシコード、フルート、ヴァイオリンと低音のための6曲の四重奏曲 （1786年）
- ピアノまたはアルモニカのための12曲のソナタ （1786年–1792年）
- ピアノまたはアルモニカのための6つのソナタ Op.4